# Werner Schild
Werner Schild (* 23. Februar 1924) ist ein ehemaliger deutscher Fußballspieler. Er spielte kurz nach Ende des Zweiten Weltkriegs für den Hamburger SV und wurde mit diesem 1947 Meister der britischen Besatzungszone. Später gehörte er zum Kader des Meidericher SV in der Oberliga West.

## Karriere

### Nachkriegsjahre in Hamburg und Remscheid (1946–1952)
Schild wurde 1946 mit 22 Jahren in die erste Mannschaft des Hamburger SV aufgenommen. Kurz nach dem Ende des Zweiten Weltkriegs bestand lediglich eine Hamburger Stadtliga, in welcher seine Mannschaft hinter dem FC St. Pauli den zweiten Tabellenrang belegte, wobei der Spieler selbst lediglich in vier Begegnungen zum Einsatz gekommen war und einen Treffer erzielt hatte. Dieser berechtigte zu einer Teilnahme an der Britischen Zonenmeisterschaft, die der HSV 1947 für sich entscheiden konnte; eine Endrunde um die gesamtdeutsche Meisterschaft wurde allerdings nicht ausgetragen.
Zur neuen Saison 1947/48 wurde mit der Oberliga Nord eine höchste Spielklasse für alle norddeutschen Vereine eingeführt. Am 14. September 1947 stand er beim 3:1-Auftaktsieg des HSV gegen den Bremer SV auf dem Platz, wurde anschließend aber völlig aus der ersten Elf verdrängt und im weiteren Saisonverlauf nur noch ein Mal aufgeboten. Durch einen Sieg im Entscheidungsspiel gegen den FC St. Pauli wurde seine Mannschaft erster Meister der Oberliga Nord. Als solcher durfte der Verein auch an der Endrunde um die deutsche Meisterschaft 1948 teilnehmen und traf im Juli 1948 auf die TuS Neuendorf. Schild wurde zwar wieder berücksichtigt und als Linksaußen eingesetzt, musste aber eine 1:2-Niederlage seiner Elf hinnehmen. Im selben Jahr verließ er den HSV und schloss sich einige Zeit später dem VfB Marathon Remscheid an. Dort traf er auch wieder mit seinem Zwillingsbruder Gerhard Schild zusammen, der ebenfalls beim HSV und danach bei Eintracht Frankfurt gespielt hatte. Mit Remscheid spielten die Brüder in der 2. Liga West, also der nächsthöheren Klasse hinter der Oberliga, und Werner blieb bis 1952 Teil der Mannschaft. In der Spielzeit 1951/52 hatte sich der VfB Marathon aufgrund einer Neustrukturierung der 2. Liga und einer damit verbundenen hohen Zahl an Abstiegsplätzen nur durch sein gutes Torverhältnis in der Zweitklassigkeit halten können. Währenddessen war Gerhard, der Bruder, bei Motor Nordhausen gelandet.

### Oberliga West in Meiderich (1952–1954)
Zur Saison 1952/53 wurde Schild durch den Meidericher SV verpflichtet, der sich in diesem Jahr allerdings nicht im größeren Umfang verstärkt hatte und weiterhin auf bewährte Spieler wie Karl Hetzel, Kurt Neumann, Hans Krämer oder Heinrich Kreienberg setzte. Der MSV zählte zu den Vereinen der Oberliga West, die die höchste Spielklasse im Westen der Bundesrepublik darstellte. Anfangs wurde Schild als Ersatzspieler nicht aufgeboten, bis er am 23. November 1952 anstelle des zuvor gesetzten Ferdinand Mühlenberg in die Meidericher Angriffsreihe rückte und bei einem 4:2-Sieg gegen Preußen Münster zu seinem Debüt in der Oberliga West kam. Auch in der nachfolgenden Zeit nahm er im damals fünf Spieler umfassenden Sturm an der Seite von Karl Hetzel, Hans Krämer, Kurt Nolden und Paul Hufnagel einen Stammplatz ein. Meiderich war mittelmäßig in die Spielzeit gestartet, kämpfte sich aber bis zum Jahreswechsel insbesondere dank der Tore von Karl Hetzel nah an die Tabellenspitze heran. Schild gab seinen Platz in der ersten Elf nicht mehr ab, erzielte selbst drei Treffer und belegte mit seiner Mannschaft am Ende den vierten Rang.
Während der Spielzeit 1953/54 büßte er seinen Stammplatz wieder ein, da insbesondere Franz Trapphoff und der zuvor von ihm verdrängte Ferdinand Mühlenberg sich als Konkurrenz erwiesen. Als Hetzel verletzungsbedingt pausieren musste, wurde mit Gerd Schönknecht sogar ein gelernter Verteidiger in den Sturm beordert. Besonders zum Saisonende hin spielte Schild zwar wieder, dennoch verließ er den MSV im Sommer 1954. Der zu diesem Zeitpunkt 30-Jährige war insgesamt auf 30 Oberligapartien mit vier Treffern im Trikot der „Zebras“ gekommen.